# スミミザクラ

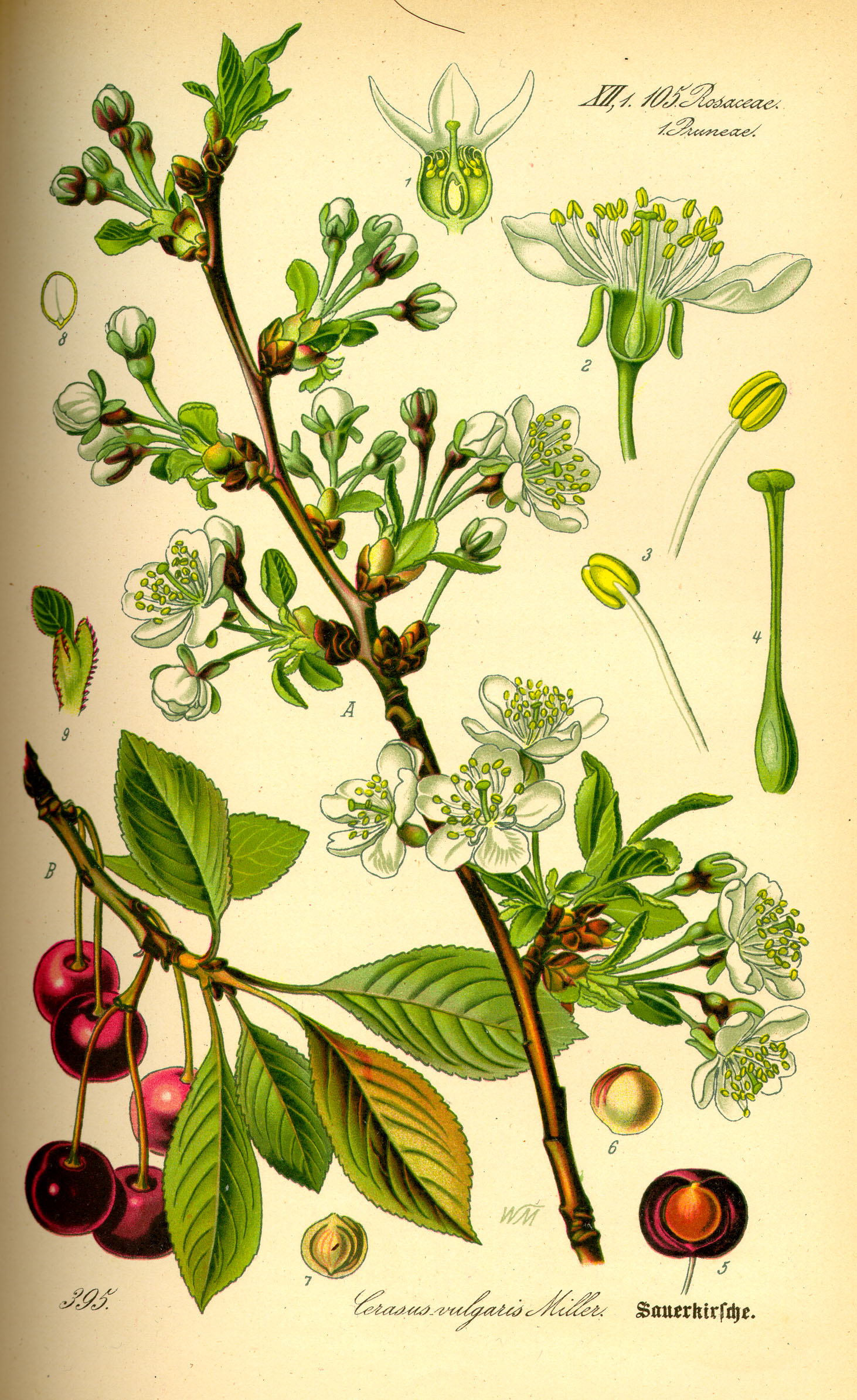
モレロ種の図

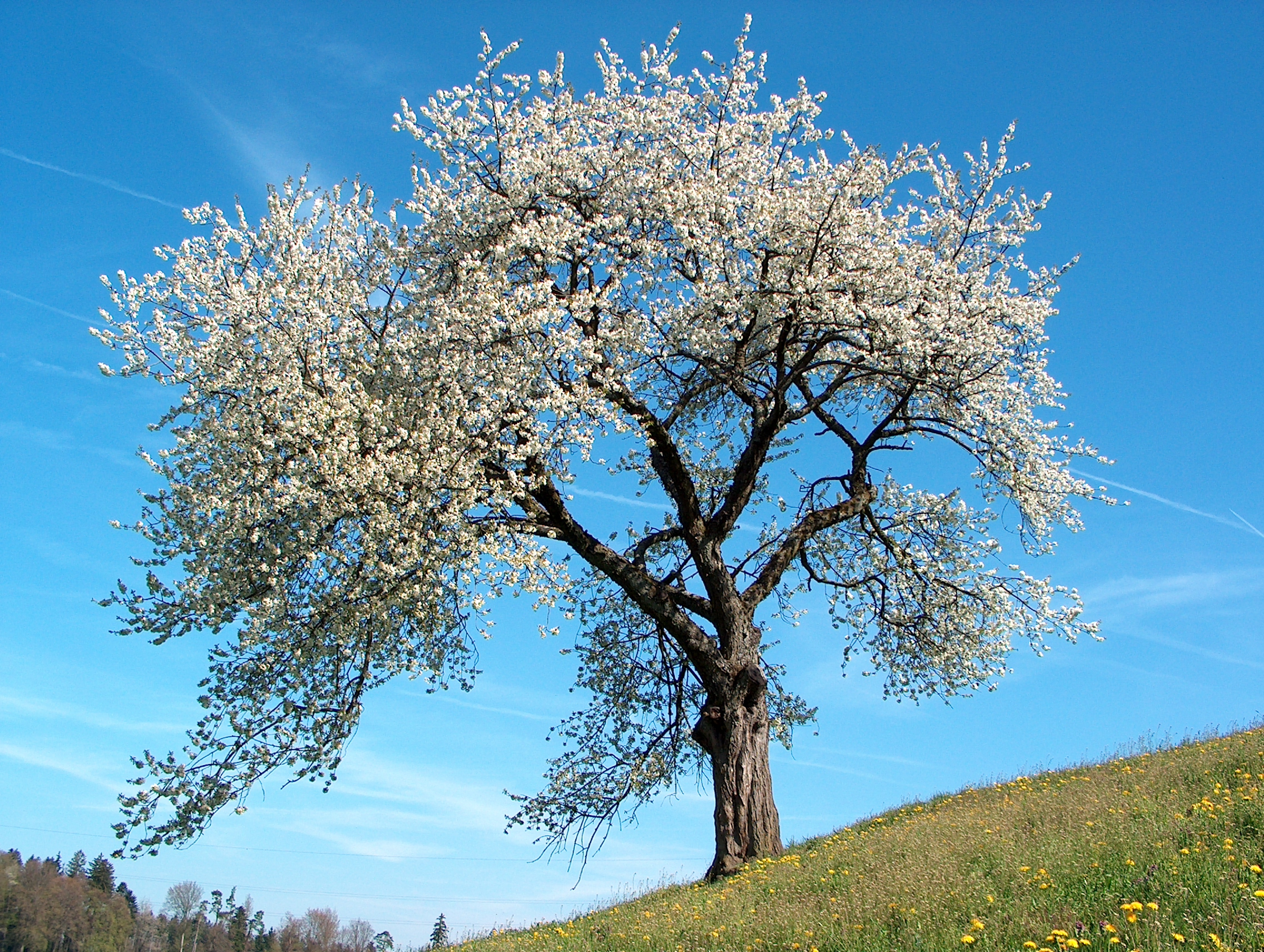
花をつけたスミミザクラ

スミミザクラ（酸実実桜、学名:Prunus cerasus）は、ヨーロッパや南西アジアに自生するバラ科サクラ属サクラ亜属に属する植物である。スミミザクラはセイヨウミザクラに近いと考えられるが、スミミザクラの果実のほうが酸味が強く、料理に用いられる。
スミミザクラの木の高さは、4-10mと、セイヨウミザクラより小柄で、枝がたくさん生え、実は黒っぽく、その茎は短い。
スミミザクラには2種類あり、赤黒い果実を生らすレッドモレロ種（red morello）と、明るい赤色の果実を生らすアマレル種（amarelle）がある。

## 使用法
スミミザクラの果実はあまりにも酸っぱいため生食には不向きであるが、スープや豚肉料理などに使われることが多い。また、砂糖とともに調理することで、酸味を抑え香りや風味を引き出すことができる。そのため、スミミザクラの果実のシロップもしくはスミミザクラの果実そのものを使ったジュースやリキュール、デザート、保存食もあり、調理用としてはセイヨウミザクラよりもむしろスミミザクラが好まれる場合もある。イランではスミミザクラを用いてポロウ（ピラフ）やホレシュト（煮込み料理）を作る。サワーチェリースープのチェリーも甘いサクランボではなくスミミザクラの実を指す。